# Ostrorep americký
Ostrorep americký (Limulus polyphemus) je členovec, který žije zejména v Mexickém zálivu a na severním atlantském pobřeží Severní Ameriky.

## Inspirace v umění
Francouzský autor Jacques Tardi využil ostrorepa amerického jako působivou rekvizitu. V komiksu Le Mystère des profondeurs (Tajemství hlubin), osmém dílu série Les Aventures extraordinaires d'Adèle Blanc-Sec (Neobyčejná dobrodružství Adély Blanc–Sec), přemnožení obrovští ostrorepové strašili Paříž v roce 1922.

## Význam pro člověka
Některé krevní elementy ostrorepa amerického se používají k výzkumu endotoxinů. Po odběru jsou ostrorepové vypuštěni zpět do moře (objem krve se vrátí do normálu většinou do týdnu). 10–30 % z nich však zahyne nebo po vypuštění vykazují zvýšenou letargii a snížené libido.